# اچ‌ام‌اس جاوا (۱۸۱۱)
اچ‌ام‌اس جاوا (۱۸۱۱) (به انگلیسی: HMS Java (1811)) یک کشتی است. این کشتی در سال ۱۸۰۸ ساخته شد.